# Ethnographisches Museum (Ruanda)
Das Ethnographische Museum, vormals National Museum of Rwanda (französisch Musée national du Rwanda), ist ein staatliches Museum für Ethnographie in der Stadt Butare (bzw. Huye) in Ruanda.

## Geschichte
Das Museum wurde 1987 mit Unterstützung der belgischen Regierung erbaut und am 18. September 1989 eröffnet. Zur Verwaltung des Museums und weiterer später eröffneter Museen wurde das Institute of National Museums of Rwanda (INMR) gegründet. Am 28. August 2020 wurde es mit der Rwanda Academy of Language and Culture und den Rwanda Archives and Library Services zur Rwanda Cultural Heritage Academy (RCHA) zusammengeschlossen.

## Museum
Das Museum befindet sich in der Stadt Butare im Sektor Ngoma des Distrikts Huye auf der Nordseite der Nationalstraße 1. Das Gelände umfasst eine Fläche von 20,2 ha mit rund 836 m² Gebäudefläche. Es beinhaltet ethnographische und archäologische Ausstellungsstücke zur Kultur Ruandas, die sich auf sieben jeweils etwa 30 m² großen Säle verteilen. Ausgestellt sind traditionelle Handwerksarbeiten wie Korbflechterei und Töpferkunst, Arbeitsgeräte aus der Landwirtschaft, Fischerei, Jagd und Imkerei sowie Photogalerien zur Flora und Fauna. Darüber hinaus gibt es Exponate zur ruandischen Architektur der Kolonial- und Präkolonialzeit. In einem der Säle finden gelegentlich temporäre Ausstellungen statt. Das Museum umfasst zudem einen botanischen Garten mit heimischen Pflanzenarten. Auf dem Außengelände befinden sich Gärten und ein Zentrum für traditionelles Handwerk.

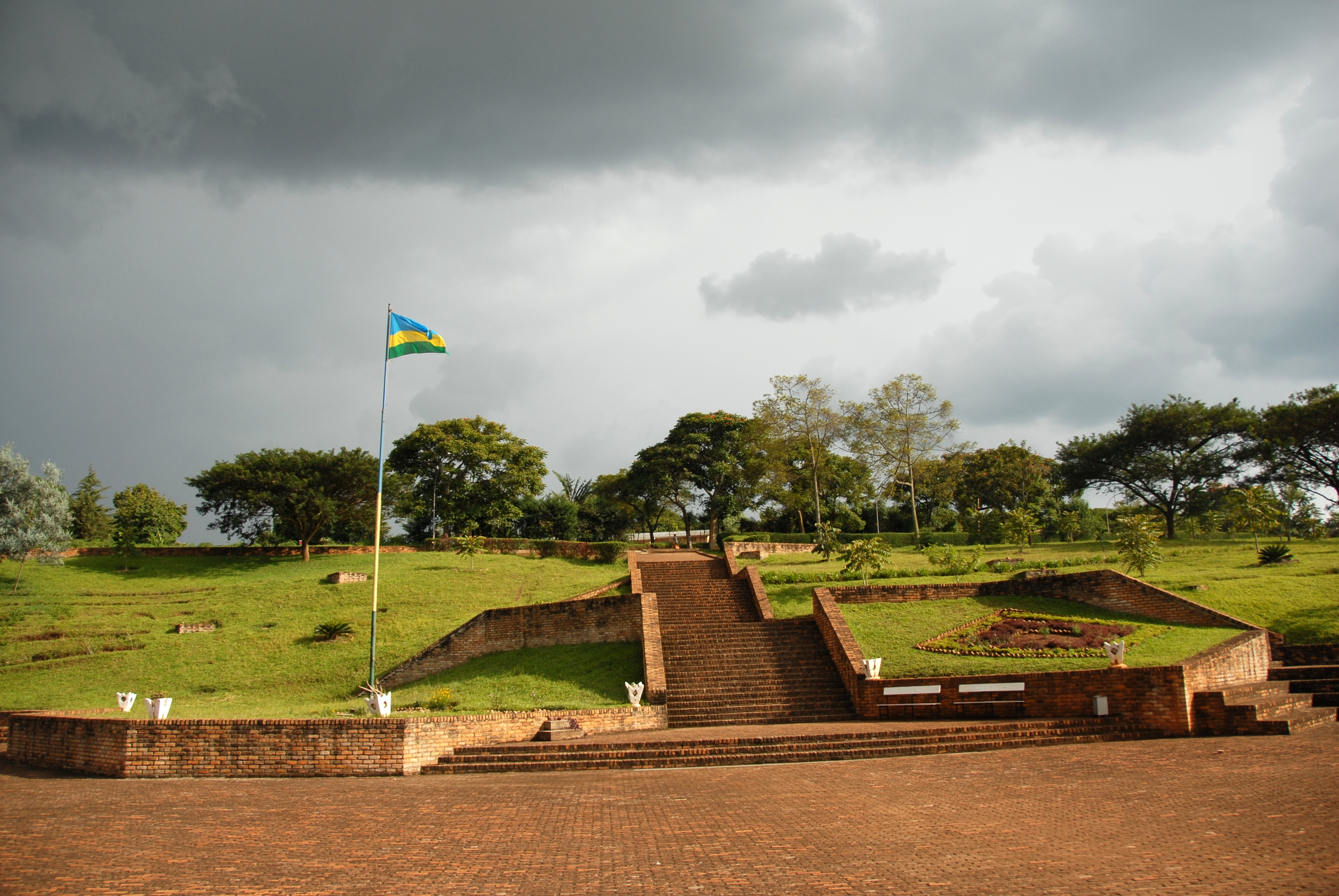
Außenbereich
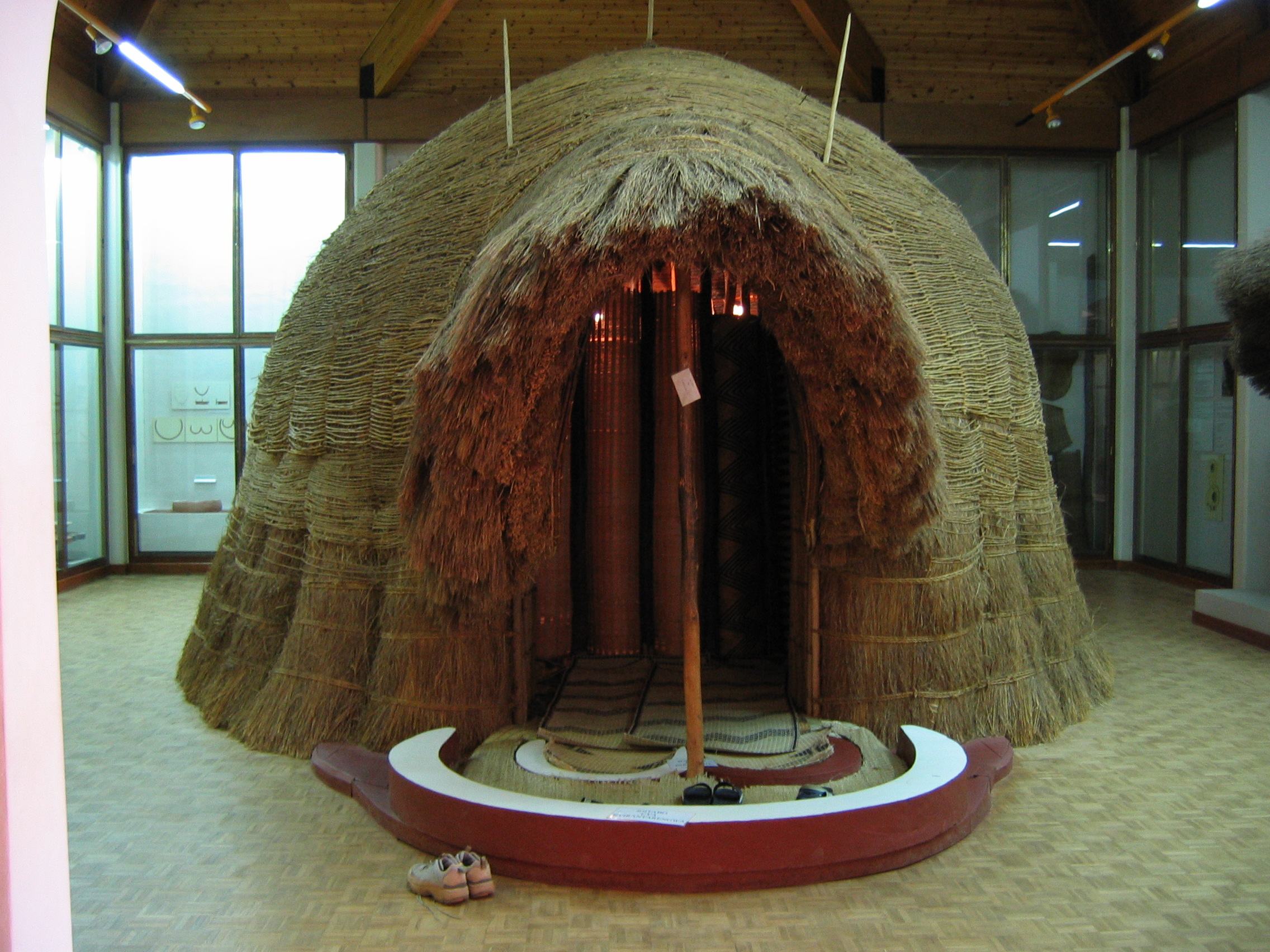
Traditionelle königliche Hütte